# Schaefer Music Festival
Das Schaefer Music Festival war ein Musikfestival, welches jeweils im Sommer zwischen 1967 und 1976 beim Trump Wollman Skating Rink im Central Park von New York City stattfand. Die Veranstaltungen wurden von der Bierbrauerei F. & M. Schaefer Brewing Company gesponsert. Nachdem wegen Lärmreklamationen das Festival zu den "West Side Piers" verlegt worden war, verlor es rasch an Attraktivität und wurde nach 1976 nicht mehr fortgesetzt.
Gegründet wurde das Festival von Hilly Kristal, Musiker und renommierter Besitzer des New Yorker Clubs CBGB, und vom Konzertveranstalter Ron Delsener. Die meisten Konzerte wurden von sechs- bis siebentausend Zuschauern besucht, es wurde aber berichtet, dass Bob Marleys Auftritt 1975 etwa 15.000 Zuschauer angezogen hatte. Das Festival war wegen der sehr günstigen Eintrittspreise und den Auftritten vieler weltbekannten Musiker sehr beliebt. 

## Teilnehmer (Auswahl)
- 1968: The Who
- 1969: Chuck Berry, Led Zeppelin, Sly & the Family Stone, The Beach Boys, Frank Zappa, Patti LaBelle, Jeff Beck
- 1970: Ray Charles, Miles Davis, Ike & Tina Turner, Little Richard, Van Morrison, Iron Butterfly, The Impressions, Fleetwood Mac
- 1971: The Byrds, The Allman Brothers Band, Kris Kristofferson, The Band, Little Richard, Ella Fitzgerald, Oscar Peterson
- 1972: B. B. King, Curtis Mayfield, The Doors, Bette Midler, Taj Mahal
- 1973: Poco, Black Oak Arkansas, King Crimson
- 1974: Linda Ronstadt, Bruce Springsteen, Aerosmith
- 1975: Bob Marley & The Wailers, Blood, Sweat & Tears, John Sebastian
- 1976: Donovan, Nils Lofgren, Kingfish